# McIntosh, New Mexico
McIntosh är en ort i Torrance County i delstaten New Mexico, USA.